# Egon Zakrajšek
Egon Zakrajšek, [égon zakrájšek]  slovenski matematik in računalnikar, * 7. julij 1941, Ljubljana, † 19. september 2002, Ljubljana.

Zakrajšek je osirotel v zgodnji mladosti, še preden je postal šoloobvezen. Že v mladosti je pokazal nadarjenost za matematiko, obiskoval pa je osnovno šolo in gimnazijo na Jesenicah. Iz tehniške matematike je diplomiral na Oddelku za matematiko in fiziko tedanje Fakultete za naravoslovje in tehnologijo Univerze v Ljubljani. Magisterij je z nalogo Numerična realizacija Ritzovega procesa opravil na Univerzi v Zagrebu, doktorat pa leta 1978 v Ljubljani z disertacijo O invariantni vložitvi pri reševanju diferencialnih enačb.
Profesor Zakrajšek je bil eden pionirjev računalništva v Sloveniji in eden prvih strokovnjakov za računalnike Zuse Z-23 ter IBM 1130, ki so bili takrat kupljeni za potrebe Univerze v Ljubljani. Leta 1969 je skupaj z Janezom Štalcem in Konstantinom Momirovićem zasnoval in razvijal  Statistični sistem SS, ki je bil v uporabi dvajset let. Kasneje je sodeloval pri razvoju programskih jezikov in operacijskih sistemov, hkrati pa je pisal priročnike in navodila za uporabo različnih računalnikov: priročnik za zbirni jezik za Z-23, Algol, Fortran, Algol 68, paskal, ...
Leta 1982 je odšel v ZDA, kjer je postal direktor programske opreme pri podjetju Cromemco. Leta 1994 se je vrnil v Slovenijo, kjer je nadaljeval s predavateljstvom. S svojim poznavanjem programskega jezika C ter takratnih odprtokodnih operacijskih sistemov Unix in Linux, je veliko prispeval k posodobitvi programa računalništva na Univerzi. Kasneje je postal strokovnjak za TeX, LaTeX ter MATLAB.
Poleg računalniškega znanja je bil Egon Zakrajšek tudi odličen matematik. Predaval in reševal je probleme različnih področij, kot so uporaba matematike v naravoslovnih in socioloških študijih, statistiko, mehaniko, uporabno matematiko, teorijo grafov, teorijo omrežij, linearno programiranje, numerično analizo, ...
Oče znanega ekonomista Egona Zakrajška (*1967), iz ameriškega FED-a.